# Bănderitsa
Bănderitsa (bulgariska: Бъндерица) är ett vattendrag i Bulgarien.   Det ligger i regionen Blagoevgrad, i den sydvästra delen av landet, 100 km söder om huvudstaden Sofia.